# Alessia Piazza
Alessia Piazza (Como, 23 marzo 1998) è una calciatrice italiana, portiere dell'Inter.
Con la nazionale Under-17 ha conquistato il terzo posto nel campionato europeo di categoria 2014.

## Carriera

### Club
Alessia Piazza cresce calcisticamente nel Como 2000 dove è inserita nelle formazioni giovanili, giocando anche nel Primavera Primavera, e dove grazie alle sue prestazioni conquista la fiducia della società che la inserisce in rosa con la squadra titolare fin dal 2012 come seconda dell'esperta Marisa Gorno. Complice anche un infortunio che terrà Gorno distante dal terreno di gioco per tutta la stagione, Piazza fa il suo debutto in Serie A il 22 settembre, alla prima di campionato della stagione 2012-2013. Rimane al Como 2000 per tre campionati fino alla stagione 2014-2015, alla cui fine la squadra non riesce ad evitare la retrocessione in Serie B, congedandosi con un tabellino personale di 137 reti subite su 59 presenze.
Durante il calciomercato estivo Piazza trova un accordo con il Lugano 1976 (ex Rapid Lugano), neopromosso in Lega Nazionale A e che si accinge a disputare la stagione 2015-2016 nel campionato di vertice organizzato dall'Associazione Svizzera di Football.
Nell'estate 2017 è tornata in Italia, siglando un contratto con la Pink Sport Time, squadra barese neopromossa in Serie A.
Nella successiva estate si trasferisce al Tavagnacco.
Nel luglio 2019 si accorda con il Milan, rimanendo a giocare in Serie A.
Nel luglio 2021 si è trasferita al San Marino, società tornata in Serie B dopo una sola stagione in Serie A.
Nell'estate 2022 passa all'Inter, restando in Serie A.

### Nazionale
Piazza viene convocata per le fasi del Campionato europeo femminile Under 17 di calcio 2014 riuscendo a giocare, il 2 dicembre 2013,  una sola partita, da titolare, nella fase finale contro le pari età della Nazionale austriaca, match concluso con la vittoria delle avversarie per una rete a zero. L'avventura con le Azzurrine viene comunque coronata con la conquista del terzo posto e l'ammissione di diritto al Campionato mondiale femminile Under 17 di calcio 2014 che si disputa in Costa Rica.
Un problema fisico però la costringe a rinunciare alla trasferta mondiale.